# 歯車様強剛
歯車様強剛（はぐるまようきょうごう、英：cogwheel rigidity）は、筋強剛の一種であり、パーキンソン病の主症状の一つである。他動的に動かすと、あたかも歯車を回転させるようにカクン，カクンと間欠的断続的抵抗を感じる事より名づけられた。一般的に手関節から症状が現れる事が多く、次いで肘関節、肩関節などの四肢の近位部に出現する。別名、歯車現象。